# Mexicana de Aviación
Mexicana de Aviación, beter bekend als Mexicana, was Mexico's op een na grootste luchtvaartmaatschappij, na Aeroméxico.
Mexicana de Aviación was tot 2004 lid van de Star Alliance. In 2009 trad Mexicana toe tot Oneworld.
Op 28 augustus 2010 werd Mexicana failliet verklaard. Mexicana had op dat moment een vloot van 66 vliegtuigen, waarmee de luchtvaartmaatschappij lijndiensten naar 48 bestemmingen onderhield. Daarvan waren Londen Gatwick en Madrid Barajas de enige twee in Europa. Mexicana was een van de oudste luchtvaartmaatschappijen ter wereld en was 89 jaar actief. Het faillissement was het gevolg van de slechte financiële situatie, het mislukken van de onderhandelingen met de 8.000 werknemers en vakbonden en veel leveranciers wilden vooraf betaald worden voor hun producten en diensten. Mexicana werd op dat moment een inactief lid van Oneworld omdat het geen vliegdiensten meer aanbood.

## Vloot
De vloot van Mexicana bestond op 29 oktober 2008 uit de volgende vliegtuigen.
| Vliegtuig           | Totaal              | Passagiers (Ejecutiva/Coach) | Routes                                |
| ------------------- | ------------------- | ---------------------------- | ------------------------------------- |
| Fokker F100         | 24 + 6 bestellingen | 100                          | Mexico en Cuba                        |
| Airbus A318-111     | 10 + 2              | 12 / 88                      | Canada, Mexico en de Verenigde Staten |
| Airbus A319-114     | 20 + 6 bestellingen | 12 / 108                     | Canada, Centraal-Amerika, Mexico, USA |
| Airbus A320-321/214 | 30 + 4 bestellingen | 12 / 138                     | Cuba, Mexico, Zuid-Amerika en USA     |
| Boeing 767-300ER    | 2 + 4 bestellingen  | 42 / 127                     | Buenos Aires / Londen-Heathrow        |
| Airbus A330-200     | 2                   |                              | Spanje                                |